# István Pásztor (Handballspieler)
István Pásztor (* 5. Juni 1971 in Cegléd) ist ein ungarischer Handballtrainer und ehemaliger Handballspieler.

## Karriere

### Verein
Der 1,92 m große linke Außenspieler lief bis 1993 für Elektromos Budapest auf. Mit dem KC Veszprém gewann Pásztor zwölfmal die ungarische Meisterschaft und elfmal den Pokal. Im Europapokal der Pokalsieger unterlag er in der Saison 1996/97 im Finale gegen Bidasoa Irún. Fünf Jahre später erreichte Veszprém das Finale in der EHF Champions League 2001/02, in dem man dem SC Magdeburg unterlag. Erst 2008, mit fast 37 Jahren, gelang Ungarns dreifachem „Handballer des Jahres“ der ersehnte internationale Erfolg mit einem Sieg im Europapokal der Pokalsieger. Wenige Monate später verließ er den KC Veszprém, für den er 1508 Tore in der Liga, 226 Tore im Pokal und Supercup sowie 430 Tore im Europapokal erzielte. Nur József Éles (2548), Carlos Pérez (2447) und Gergő Iváncsik (2226) haben mehr Treffer für Veszprém geworfen als Pásztor (2164). Von 2008 bis 2014 stand er für Balatonfüredi KSE unter Vertrag.
Seit der Saison 2022/23 trainiert Pásztor den ungarischen Erstligisten Ferencvárosi TC.

### Nationalmannschaft
Mit der ungarischen Nationalmannschaft nahm Pásztor an den Olympischen Spielen 2004 in Athen teil, wo er mit Ungarn den 4. Platz belegte. Für die Schlussfeier wurde er zum Fahnenträger der ungarischen Olympiaauswahl nominiert. Zudem stand er im Aufgebot für die Europameisterschaften 1994, 1996, 1998 und 2004 sowie für die Weltmeisterschaften 1993, 1997 und 2003.
Zwischen 1992 und 2004 bestritt er 215 Länderspiele, in denen er 830 Tore erzielte.
Im Jahr 2005 wurde er für ein Spiel gegen eine russische Legendenauswahl in eine Weltauswahl berufen.

### Erfolge
- Ungarischer Meister: 1994, 1995, 1997, 1998, 1999, 2001, 2002, 2003, 2004, 2005, 2006, 2008
- Ungarischer Pokalsieger: 1994, 1995, 1996, 1998, 1999, 2000, 2002, 2003, 2004, 2005, 2007
- Europapokalsieger der Pokalsieger: 2008
  - Finalist 1997
- Champions-League-Finalist: 2002
- EHF-Champions-Trophy-Finalist: 2002, 2008
- Ungarns „Handballer des Jahres“: 1996, 1999, 2001[5]

## Sonstiges
Am 29. September 2010 verursachte Pásztor mit seinem Motorrad einen Verkehrsunfall, bei dem ein 80-jähriger Fußgänger verstarb. Pásztor selbst kam mit leichten Verletzungen davon. Das Gericht verurteilte Pásztor zunächst zu acht Monaten Gefängnis und einer Geldstrafe von 334.397 ungarischen Forint (etwa 1.250 Euro). Er legte jedoch Berufung gegen das Urteil ein, und am 20. Januar 2011 wurde das Urteil aufgehoben.
Das Berufungsgericht bestätigte das Urteil jedoch am 28. November 2011 und verhängte neben einer Freiheitsstrafe auch ein fünfjähriges Fahrverbot und die Zahlung der Gerichtskosten. Pásztor räumte vor Gericht seine Schuld ein und bekundete seine Entschlossenheit, sich um die Witwe des verstorbenen Mannes zu kümmern.